# Haemulon bonariense
Haemulon bonariense är en fiskart som beskrevs av Cuvier, 1830. Haemulon bonariense ingår i släktet Haemulon och familjen Haemulidae. Inga underarter finns listade i Catalogue of Life.